# Robiquetia
Robiquetia, viết tắt Rbq, là một chi thực vật trong họ Orchidaceae. Nó chứa khoảng 45 loài được tìm thấy ở Indonesia, Philippines, Úc và trong số các đảo ở Thái Bình Dương.
Loài được chấp nhận từ tháng 6 năm 2014:
1. Robiquetia adelineana P.O'Byrne
2. Robiquetia amboinensis (J.J.Sm.) J.J.Sm.
3. Robiquetia anceps J.J.Sm.
4. Robiquetia angustifolia Schltr.
5. Robiquetia ascendens Gaudich.
6. Robiquetia bertholdii (Rchb.f.) Schltr.
7. Robiquetia brassii Ormerod
8. Robiquetia brevifolia (Lindl.) Garay
9. Robiquetia camptocentrum (Schltr.) J.J.Sm.
10. Robiquetia cerina (Rchb.f.) Garay
11. Robiquetia compressa (Lindl.) Schltr.
12. Robiquetia crassa (Ridl.) Schltr.
13. Robiquetia crockerensis J.J.Wood & A.L.Lamb in J.J.Wood & al.
14. Robiquetia dentifera J.J.Sm. - Seram
15. Robiquetia discolor (Rchb.f.) Seidenf. & Garay
16. Robiquetia enigma Ferreras & W.Suarez
17. Robiquetia flexa (Rchb.f.) Garay
18. Robiquetia gracilis (Lindl.) Garay
19. Robiquetia gracilistipes (Schltr.) J.J.Sm.
20. Robiquetia hamata Schltr. - New Guinea
21. Robiquetia hansenii J.J.Sm - Mentawai
22. Robiquetia josephiana Manilal & C.S.Kumar
23. Robiquetia kusaiensis Fukuy.
24. Robiquetia longipedunculata Schltr.
25. Robiquetia lutea (Volk) Schltr.
26. Robiquetia millariae Ormerod
27. Robiquetia minahassae (Schltr.) J.J.Sm.
28. Robiquetia mooreana (Rolfe) J.J.Sm.
29. Robiquetia pachyphylla (Rchb.f.) Garay
30. Robiquetia palawensis Tuyama - Palau
31. Robiquetia pantherina (Kraenzl.) Ames
32. Robiquetia pinosukensis J.J.Wood & A.L.Lamb in J.J.Wood & al.
33. Robiquetia rosea (Lindl.) Garay
34. Robiquetia spathulata (Blume) J.J.Sm
35. Robiquetia succisa (Lindl.) Seidenf. & Garay
36. Robiquetia tomaniensis J.J.Wood & A.L.Lamb
37. Robiquetia tongaensis P.J.Cribb & Ormerod
38. Robiquetia transversisaccata (Ames & C.Schweinf.) J.J.Wood in J.J.Wood & al.
39. Robiquetia trukensis Tuyama
40. Robiquetia vanoverberghii Ames
41. Robiquetia vaupelii (Schltr.) Ormerod & J.J.Wood
42. Robiquetia virescens Ormerod & S.S.Fernando
43. Robiquetia viridirosea J.J.Sm.
44. Robiquetia wassellii Dockrill
45. Robiquetia woodfordii (Rolfe) Garay

## Hình ảnh

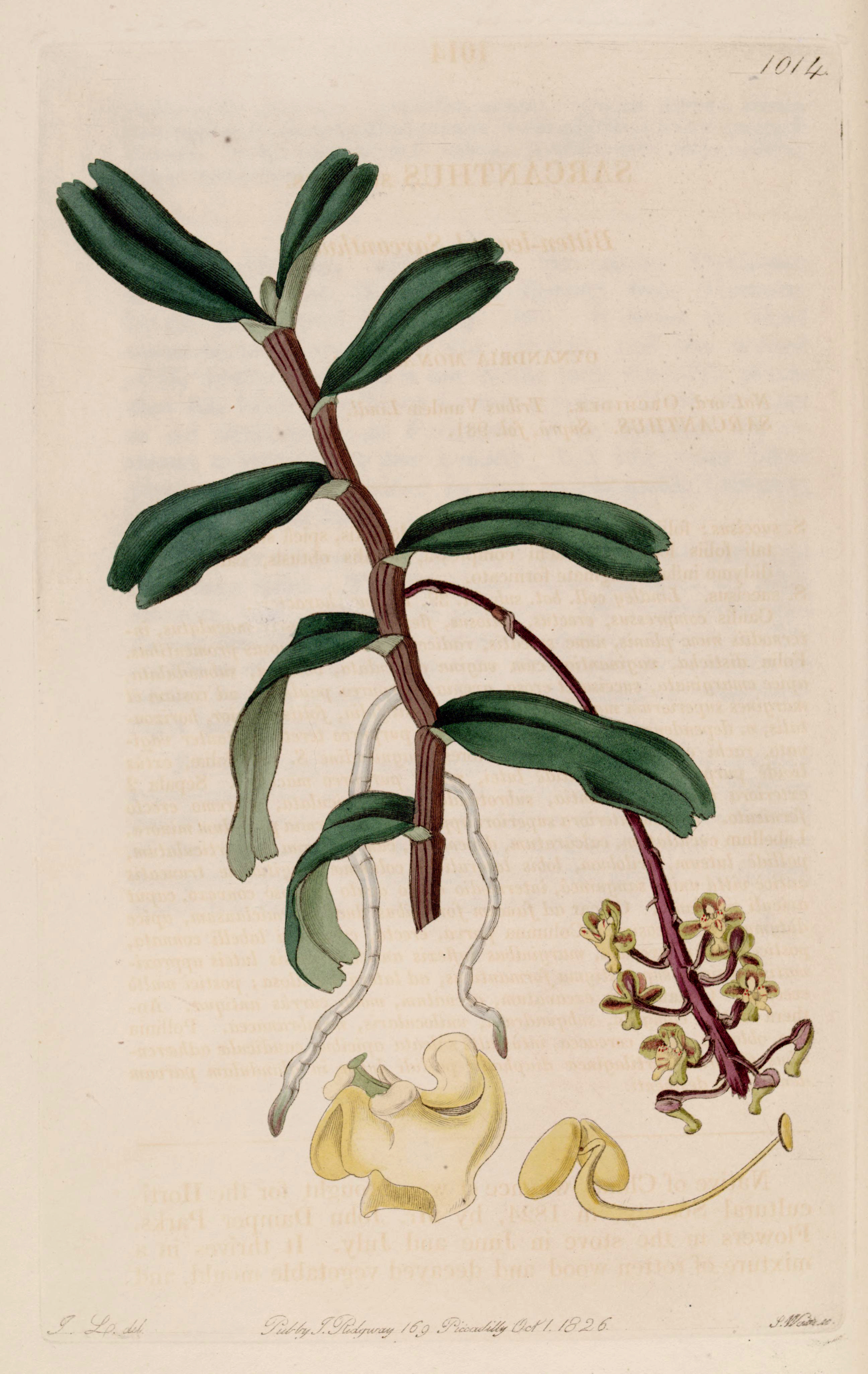